# 咸興駅
咸興駅（ハムンえき）は朝鮮民主主義人民共和国咸鏡南道咸興市に位置する朝鮮民主主義人民共和国鉄道省平羅線、新興線および西湖線の駅である。

## 概要
朝鮮民主主義人民共和国第二の都市である咸興市の中心駅であり、日本統治時代に建設された初代駅舎は西洋式の建築であった。しかしながら、朝鮮戦争により初代駅舎は損壊し、現駅舎は戦後再建されたものである。

## 歴史
- 1919年12月15日：開業[1]。

## 周辺の施設
- 咸興大劇場
- 咸興青年公園
- 大韓民国国道7号